# Lougé-sur-Maire
Lougé-sur-Maire is een gemeente in het Franse departement Orne (regio Normandië) en telt 370 inwoners (2005). De plaats maakt deel uit van het arrondissement Argentan.

## Geografie
De oppervlakte van Lougé-sur-Maire bedraagt 13,6 km², de bevolkingsdichtheid is 27,2 inwoners per km².
De onderstaande kaart toont de ligging van Lougé-sur-Maire met de belangrijkste infrastructuur en aangrenzende gemeenten.

## Demografie
Onderstaande figuur toont het verloop van het inwonertal (bron: INSEE-tellingen).